# Барыбин, Владимир Петрович
Владимир Петрович Барыбин (1858 — ?) — отставной канцелярский служитель, потомственный дворянин, деятель революционного движения в России.

## Биография
Происходит из рода дворян Барыбиных Тверской губернии. Учёбу проходил в городе Сарапуле Сарапульской губернии.

Состоял на службе в канцелярии Пермского губернатора, имел постоянное местожительство в Перми.
Супруга — Елена Николаевна (1864 — ?) — воспитанница отставного поручика Николая Волькенау.
В августе 1887 г. переехал на родину в Тверскую губернию.
Организатор знаменитого тверского кружка революционеров.

За свою агитационно-революционную деятельность вместе с супругой неоднократно подвергался ссылкам. Негласный надзор за ним был снят в 1902 году, после чего он с семейством переехал в С.-Петербург (разрешение на проживание его супруги было дано годом позже, 7 марта 1903).

## Семья
У Владимира Петровича и Елены Николаевны Барыбиных родилось 3 детей:
- Владимир (? — ?).
- Мешковская (Барыбина) Софья Владимировна (1885—07.03.1938 (Бутовский полигон[6])).
- Елена (1891—?).